# Tragische Ouvertüre (Brahms)
Die Tragische Ouvertüre d-Moll op. 81 ist eine Ouvertüre von Johannes Brahms. Sie entstand im Sommer des Jahres 1880 in Bad Ischl, zur gleichen Zeit wie die Akademische Festouvertüre c-Moll op. 80. Der Uraufführung unter Hans Richter, die am 26. Dezember 1880 in Wien stattfand, blieb der Erfolg versagt; auch seitdem konnte sich die Tragische Ouvertüre im Konzertbetrieb nur zögernd durchsetzen. Zeitlich steht sie zwischen der Entstehung seiner zweiten und dritten Sinfonie. Ihre Spieldauer beträgt etwa 14 Minuten.

## Zur Musik

### Besetzung
Die Besetzung besteht aus einer Piccoloflöte, zwei Flöten, zwei Oboen, zwei Klarinetten, zwei Fagotten, vier Hörnern, zwei Trompeten, drei Posaunen, einer Tuba, Pauken und Streichern.

### Inhalt und Form
Die Tragische Ouvertüre, die aus einer Skizze für einen Sinfoniesatz entstand, schildert das Tragische als Solches; bei der Komposition hatte Brahms laut eigener Aussage „kein bestimmtes Trauerspiel als Sujet im Sinne“. Es gibt jedenfalls keine Indizien für die geäußerte Vermutung, die Tragische Ouvertüre sei auf Grund der Idee des Wiener Theaterdirektors Franz von Dingelstedt einer Faust-Vertonung durch Johannes Brahms entstanden. Brahms selbst verglich die Akademische Festouvertüre und die Tragische Ouvertüre, als er einmal sagte, „die eine lacht, die andere weint“. Ursprünglich hieß die Tragische Ouvertüre nicht einmal „tragisch“, sondern war von Brahms als Dramatische Ouvertüre geplant. Er erkannte jedoch, dass er damit nicht den Kern des Stückes getroffen hatte. Durch die (nicht immer übliche) Besetzung mit Posaunen und Tuba bekommt sie einen festlichen, dunklen Klangcharakter.
Die Tragische Ouvertüre folgt in ihrem Aufbau dem Formverlauf der Sonatenhauptsatzform; aus diesem Grunde und im Hinblick auf ihren Umfang (Dauer) kann sie als ein selbständiger sinfonischer Satz betrachtet werden. Zwischen die üblichen Formteile des Sinfoniesatzes (erstes und zweites Thema) fügt Brahms entwickelnde Passagen ein, die typisch für sein sinfonisches Schaffen sind. Die Durchführung wird in reduziertem Tempo gespielt und erhält zudem eine das Thema verarbeitende Fuge. Die Reprise wird (ähnlich wie in den ersten Sätzen seiner ersten und vierten Sinfonie) verschleiert, d. h., sie wird nicht deutlich mit dem wiedererkennbaren ersten Thema eingeführt, sondern nur mit dessen Themenbestandteilen und darauffolgend dann mit dem zweiten Thema.
Durch die Tatsache, dass einerseits die Durchführung in halbem, doppelt so langsamem Tempo mit einer rhythmischen Figur gespielt wird, die marschartig erscheint, und andererseits im gleichen Abschnitt wenig später eine weitere rhythmische Figur erscheint, die scherzohaft wirkt, kann man von einer musikalischen Form sprechen, die versucht, alle einzelnen satztypischen Elemente der Sinfonie in einem Satz zu vereinen: den Schwung eines ersten Satzes, den Ernst eines Trauermarsches als zweiten Satz, die Leichtigkeit eines Scherzos als dritten Satz und den wiederaufgenommenen Schwung eines Finales.
Die formalen Freiheiten, die entwickelnden Passagen mit zusätzlichen, kolorithaften Themen sowie der Einsatz verschiedener Tempi stellten für Brahms eine Möglichkeit dar, außerhalb der Gesetze der Sinfonie kreativ zu experimentieren. Jedoch bleibt der Anspruch der Form gewährleistet; zudem grenzt die Bezeichnung „Ouvertüre“ das Werk deutlich gegenüber der Sinfonischen Dichtung ab, die bei seinen Zeitgenossen populär war und größere formalere Freiheiten erlaubte. Insofern steht die Tragische Ouvertüre trotz ihrer kompositorischen Eigenheiten ganz im Sinne der bis dahin geltenden Tradition.